# ماريو بريسكار
ماريو بريسكار (بالكرواتية: Mario Preskar)‏ مواليد 12 يناير 1984 في زغرب، هو ملاكم محترف كرواتي يصنف ضمن فئة الوزن الثقيل.

## إحصائيات
خاض خلال مسيرته 19 نزالا، فاز في 16 وتعادل في 3 ولم يخسر. فاز بالضربة القاضية في 10 نزالا.

## روابط خارجية
- ماريو بريسكار على موقع بوكس ريك (الإنجليزية) (registration required)